# Список померлих 1999 року
Це список значимих людей, що померли 1999 року, упорядкований за датою смерті.

## Січень
2 січня — Себастіан Гаффнер, німецький журналіст, письменник, публіцист, історик (*1907)
4 січня — Залізноокий Коді, американський актор італійського походження (*1904)
6 січня — Мішель Петруччіані, французький джазовий піаніст і композитор (*1962)
7 січня — Парфьонов Микола Іванович, радянський і російський актор театру і кіно (*1912)
8 січня — Овчинникова Люсьєна Іванівна, радянська, російська актриса театру і кіно (*1931)
10 січня — Гільєрмо Капдевіла, чилійський промисловий дизайнер (*1947)
11 січня — Озтюрк Серенгіл, турецький актор і комік (*1933)
11 січня — Фабріціо Де Андре, італійський автор-виконавець, поет (*1940)
13 січня — Раджа Абдо, єгипетська актриса та співачка (*1919)
14 січня — Єжи Гротовський, діяч польської і світової театральної культури (*1933)
16 січня — Доан Хуе, в'єтнамський військовик (*1923)
18 січня — Ґюнтер Штрак, німецький актор кіно, театру та телебачення (*1929)
20 січня — Сокіл Марія Іванівна, українська оперна співачка (*1902)
23 січня — Мохаммад Мамле, курдський музикант і співак (*1925)
23 січня — Джо д'Амато, італійський режисер, продюсер, оператор і сценарист (*1936)
26 січня — Кітті Гранде, агент Гестапо в Тронхеймі, Норвегія, під час Другої світової війни (*1919)
27 січня — Гонсало Торренте Баллестер, іспанський письменник (*1910)
27 січня — Єжи Турович, польський журналіст, католицький письменник і публіцист, громадський діяч (*1912)
30 січня — Савелова Світлана Іванівна, радянська актриса театру і кіно (*1942)
31 січня — Ахмад Азарі Комі, іранський священнослужитель (*1925)
31 січня — Гігант Баба, японський професійний борець, промоутер і професійний бейсболіст (*1938)

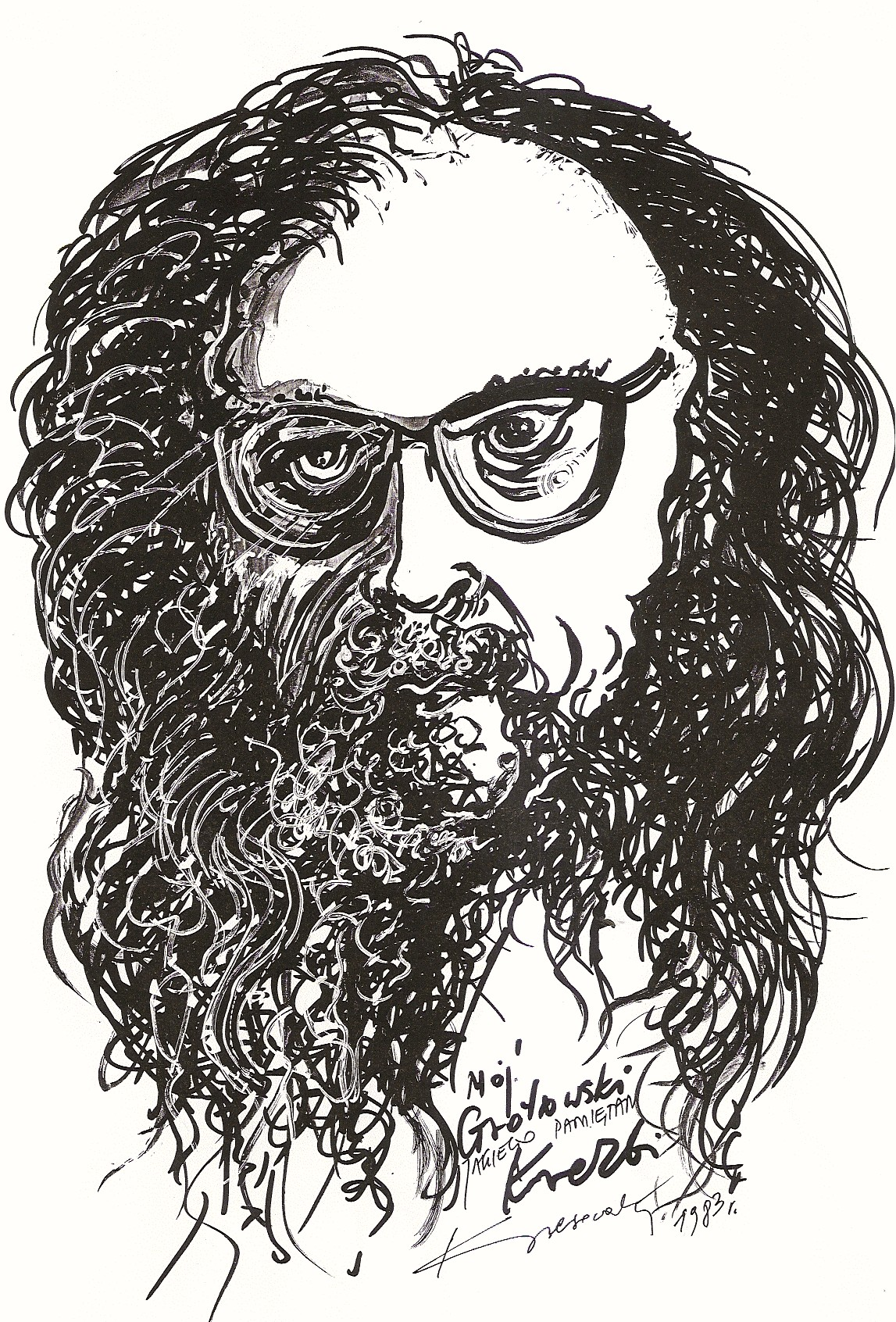
Єжи Гротовський

## Лютий
1 лютого — Бариш Манчо, турецький рок-музикант, митець (*1943)
5 лютого — Кошелівець Іван Максимович, український літературознавець, письменник, перекладач, громадський діяч (*1907)
5 лютого — Леонтьєв Василь Васильович, американський економіст російського походження, лауреат Нобелівської премії з економіки 1973 (*1905)
7 лютого — Аса Кадмоні, ізраїльський військовик (*1942)
7 лютого — Ларс Молін, шведський письменник і кінорежисер (*1942)
7 лютого — Хусейн бін Талал, король Йорданії з 1952 р. (*1935)
8 лютого — Джузеппе Татарелла, італійський політик, віце-прем'єр-міністр Італії з 1994 по 1995 р. (*1935)
8 лютого — Айріс Мердок, британська письменниця і філософиня ірландського походження (*1919)
8 лютого — Стріха Віталій Іларіонович, український фізик, педагог і громадський діяч (*1931)
9 лютого — Олександр Гейштор, польський історик (*1916)
10 лютого — Лі Хва-Рім, борець за незалежність Кореї від Японії (*1905)
10 лютого — Ю. Б. Мангунвіджая, індонезійський архітектор, письменник і католицький релігійний лідер (*1929)
12 лютого — Гайнц Шуберт, німецький актор, педагог і фотограф (*1925)
15 лютого — Мустафа Дуяр, турецький злочинець (*1970)
15 лютого — Хісано Ямаока, японська актриса (*1926)
15 лютого — Big L, американський репер (*1974)
15 лютого — Генрі Кендалл, американський фізик, лауреат Нобелівської премії з фізики 1990 (*1926)
16 лютого — Бйорн Афцеліус, шведський музикант (*1947)
18 лютого — Хаятулла Ансарі, індійський письменник, журналіст і політик (*1912)
19 лютого — сеїд Мухаммад ас-Садр, іракський шиїтський марджа ат-таклід, Великий аятола (*1943)
20 лютого — Джин Сіскел, американський кінокритик і журналіст Chicago Tribune (*1946)
20 лютого — Сара Кейн, англійська драматургиня (*1971)
21 лютого — Гертруда Белл Елайон, американська біохімік і фармаколог, Нобелівська премія з фізіології та медицини 1988 (*1918)
22 лютого — Акіла Ратіб, єгипетська актриса (*1916)
22 лютого — Карлос Хеткок, снайпер Корпусу морської піхоти США (*1942)
22 лютого — Стеллан Сундаль, шведський комік, актор і ведучий (*1946)
22 лютого — Філіп Блумендал, нідерландський редактор кінохроніки і диктор (*1918)
23 лютого — Сон Йон У, борець за незалежність Кореї від Японії та південнокорейський політик (*1923)
24 лютого — Ахмед Шаріф, бангладешський педагог, філософ, критик, письменник, мислитель і дослідник бенгальської літератури (*1921)
25 лютого — Абол Хасан Ебтехадж, іранський банкір, технократ (*1899)
25 лютого — Гленн Теодор Сіборг, американський фізик, удостоєний 1951 року Нобелівської премії з хімії (*1912)
27 лютого — Стефан Сіркіс, французький музикант і композитор (*1959)
28 лютого — Бін Сінь, китайська письменниця (*1900)

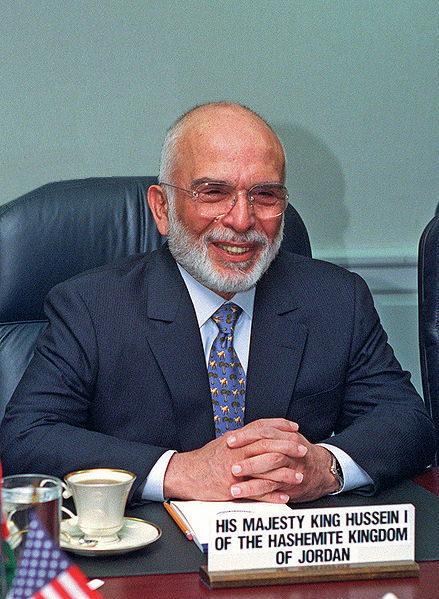
король Хусейн бін Талал
Айріс Мердок
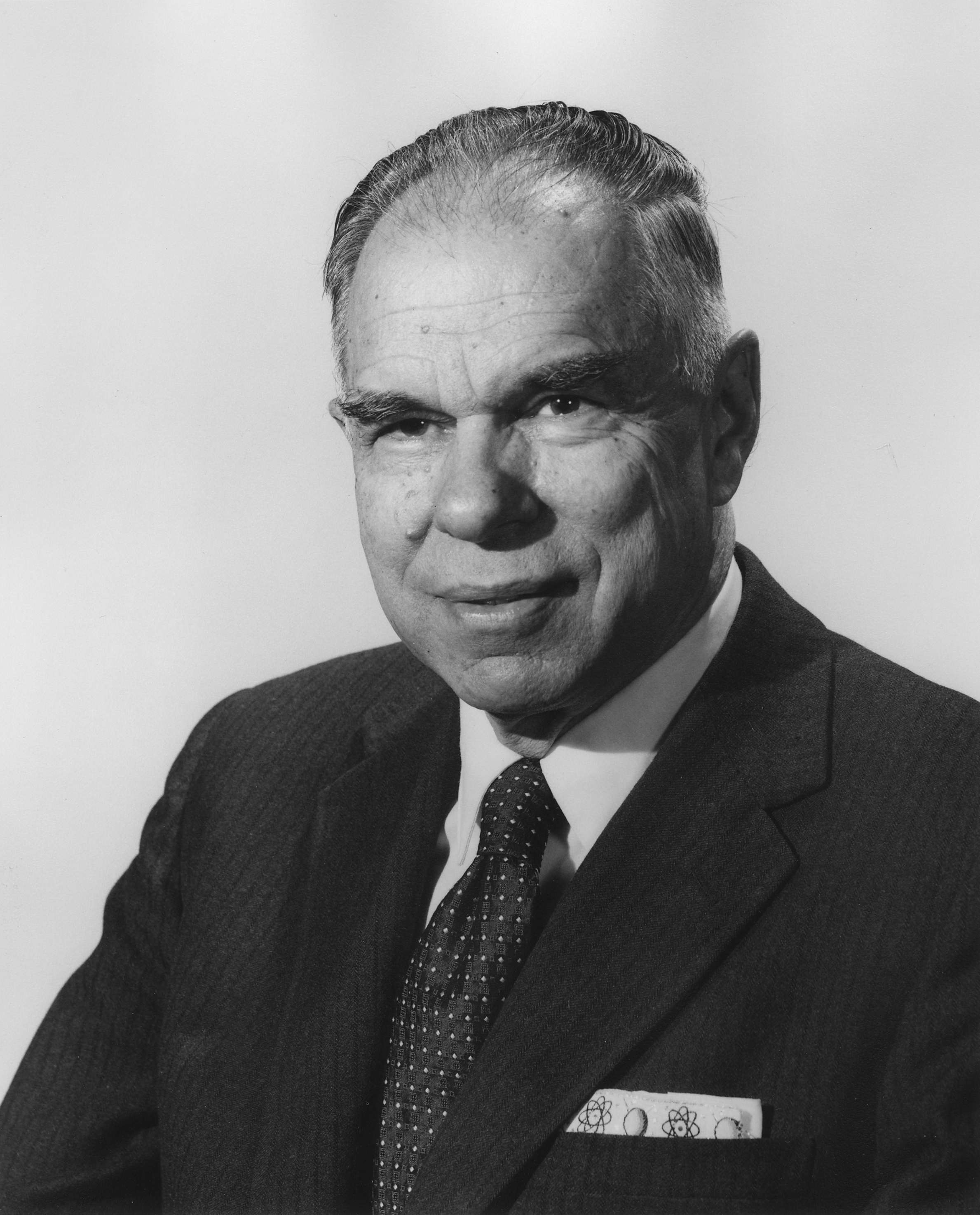
Гленн Сіборг

## Березень
1 березня — Еннеус Херма, нідерландський політик (*1944)
2 березня — Ерез Герштайн, ізраїльський військовик (*1960)
2 березня — Дасті Спрингфілд, англійська співачка (*1939)
3 березня — Ґергард Герцберґ, канадський фізик, лауреат Нобелівської премії з хімії 1971 (*1904)
4 березня — Карел ван хет Реве, нідерландський письменник, перекладач, історик літератури (*1921)
6 березня — Клаус Гізі, німецький антифашист, учасник руху Опору, міністр культури НДР (*1912)
6 березня — Іса ібн Салман аль-Халіфа, емір Бахрейну (*1933)
7 березня — Стенлі Кубрик, американський кінорежисер, сценарист (*1928)
8 березня — Пітер Гіммельстранд, шведський автор пісень і журналіст (*1936)
8 березня — Адольфо Біой Касарес, аргентинський письменник (*1914)
8 березня — Джо Ді Маджо, американський бейсболіст (*1914)
10 березня — Салах Бірсель, турецький поет і есеїст (*1919)
10 березня — Освальдо Гуаясамін, еквадорський живописець і скульптор (*1919)
10 березня — Федоров Петро Євгенович, радянський і російський актор театру і кіно, мистецтвознавець, телеведучий (*1959)
11 березня — Каору Тада, японський художник манги (*1960)
14 березня — Маріус Мюллер, норвезький музикант (*1958)
17 березня — Умберто Фернандес-Моран, венесуельський вчений-дослідник (*1924)
17 березня — Хільдегарда Пеплау, американська медсестра, теоретик сестринської справи (*1909)
19 березня — Хайме Сабінес, мексиканський поет (*1926)
19 березня — Хіджаб Імтіаз Алі, пакистанська письменниця, редакторка й авіаторка (*1908)
20 березня — Владимиров Ігор Петрович, радянський актор (*1919)
22 березня — Девід Стрікленд, американський актор (*1969)
22 березня — Ієгуді Менухін, британський скрипаль і диригент американського походження (*1916)
23 березня — Коенджаранінграт, індонезійський антрополог (*1923)
25 березня — Чорновіл В'ячеслав Максимович, український політик, громадський діяч, публіцист, літературний критик, політичний в'язень СРСР (*1937)
27 березня — Рольф Людвіг, німецький актор (*1925)
27 березня — Хіроюкі Окіта, японський ідол і актор (*1963)
27 березня — Нахум Стельмах, ізраїльський футболіст (*1936)
28 березня — Єнс Бук-Єнссен, норвезький співак, артист і театральний режисер (*1910)
28 березня — Франко Гаспаррі, італійський актор (*1948)
30 березня — Гарі Мортон, американський стендап-комік (*1924)
30 березня — Нетто Ігор Олександрович, радянський футболіст, футбольний тренер (*1930)
31 березня — Маріан Клепацький, польський гангстер (*1947)
31 березня — Кнорозов Юрій Валентинович, радянський і російський історик та етнограф (*1922)

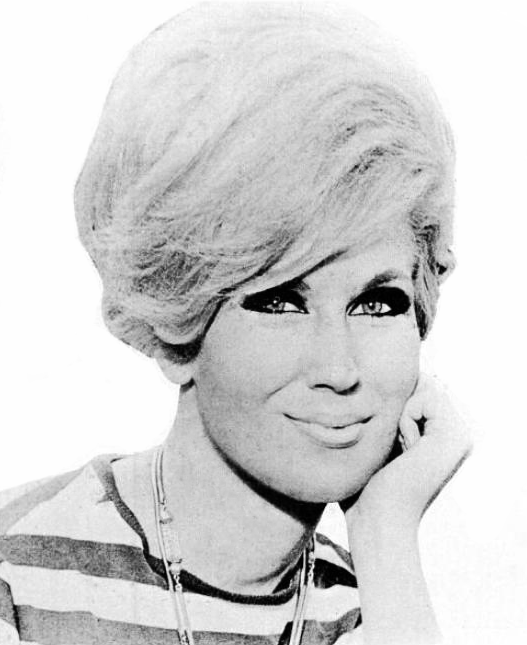
Дасті Спрингфілд
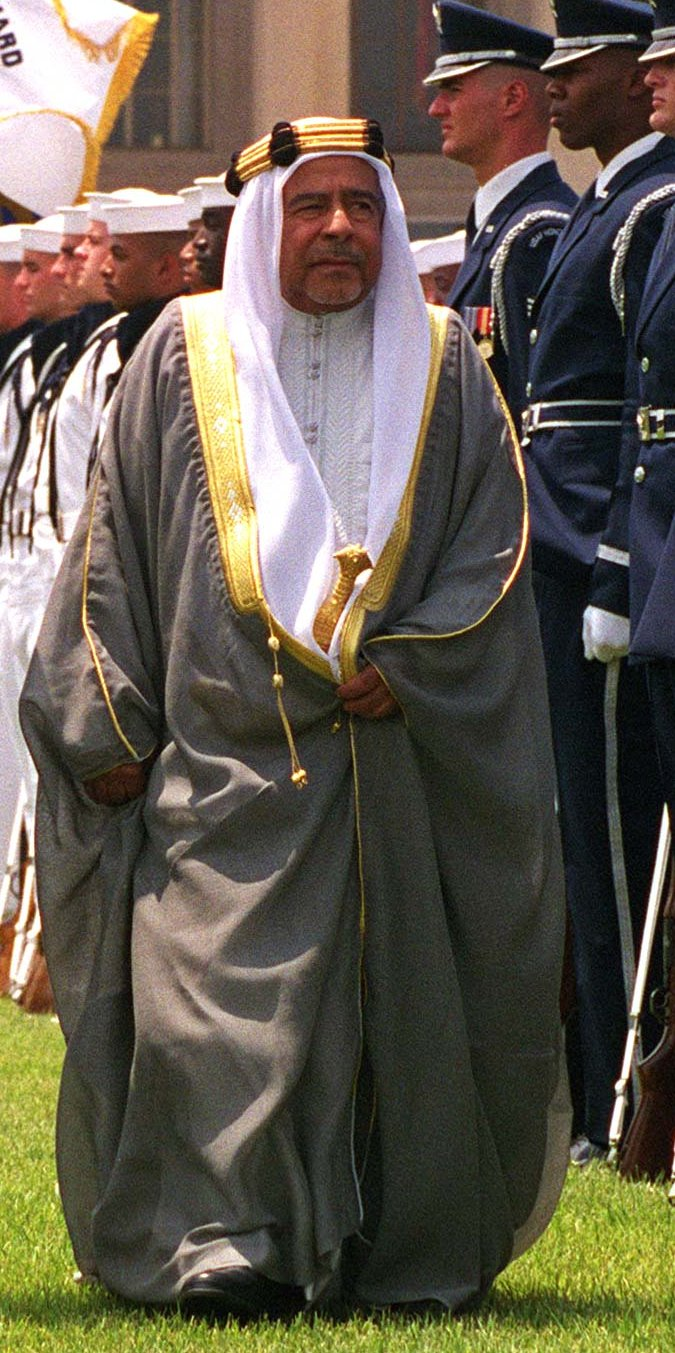
емір Іса ібн Салман аль-Халіфа
Стенлі Кубрик
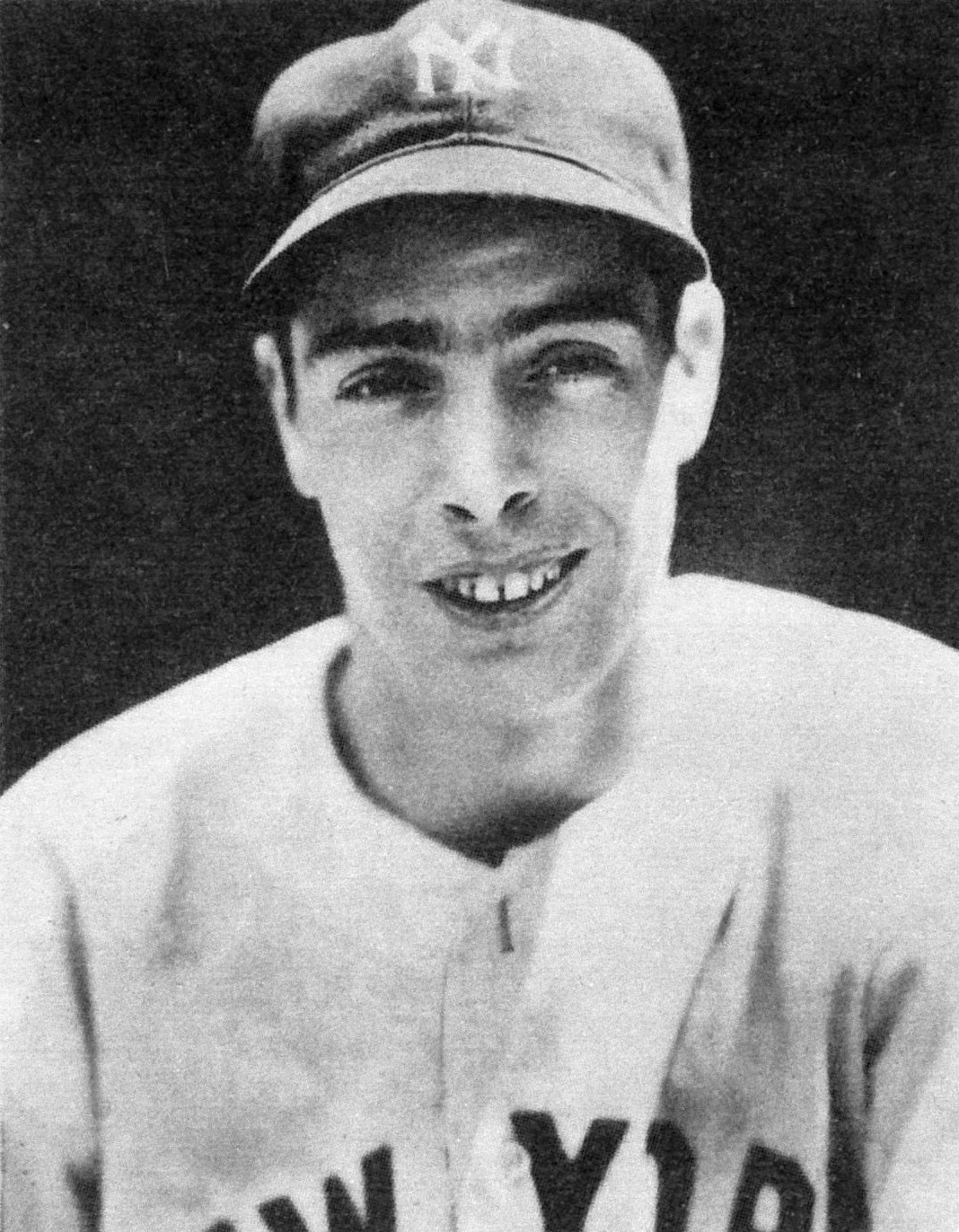
Джо Ді Маджо
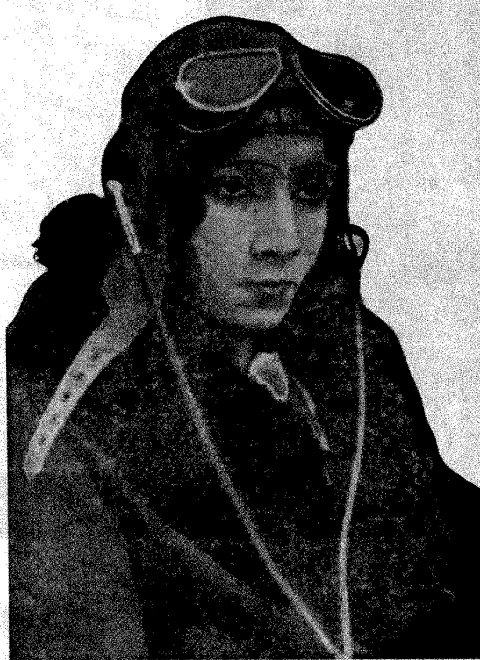
Хіджаб Імтіаз Алі
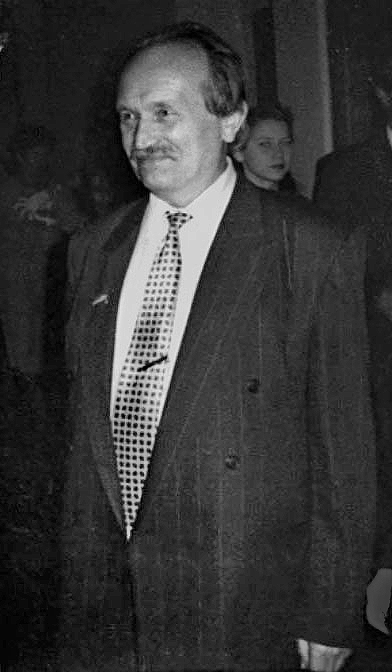
В'ячеслав Чорновіл

## Квітень
3 квітня — Джо Кассано, італійський репер (*1973)
5 квітня — Джуліо Ейнауді, італійський видавець (*1912)
10 квітня — Алі Саяд Ширазі, іранський військовик (*1944)
13 квітня — Віллі Штоф, німецький політик-комуніст, державний і військовий діяч Німецької Демократичної Республіки (*1914)
14 квітня — Елен Корбі, американська актриса та сценарист (*1911)
14 квітня — Ентоні Ньюлі, англійський актор, співак, автор пісень і режисер (*1931)
14 квітня — Нікола Труссарді, італійський модельєр і підприємець (*1942)
15 квітня — Рой Чіао, гонконгський актор (*1927)
18 квітня — Є Фей, китайський військовик і політик філіппінського походження (*1914)
19 квітня — Кацура Шиджаку II, японський виконавець ракуґо (*1939)
19 квітня — Флора Карабелла, італійська акторка кіно, телебачення та театру (*1926)
19 квітня — Герміна Браунштайнер, наглядачка концентраційних таборів під час Другої світової війни (*1919)
19 квітня — Кіндзельський Леонід Петрович, радянський, український лікар-онколог, радіолог (*1932)
20 квітня — Ерік Гарріс і Ділан Кліболд, учні американської школи Колумбайн, що 20 квітня 1999 року скоїли масове вбивство (*1981)
20 квітня — Рейчел Джой Скотт, перша жертва масового вбивства в школі Колумбайн (*1981)
22 квітня — Антонелла Бечі Пьяджо, італійська бізнесменка (*1938)
22 квітня — Іде Анак Агунг Где Агунг, індонезійський політик (*1921)
23 квітня — Маркевич Олександр Прокопович, український зоолог і паразитолог (*1905)
26 квітня — Джилл Дандо, англійська журналістка, телеведуча (*1961)
28 квітня — Брендон Берлсворт, гравець в американський футбол (*1976)
28 квітня — Рорі Калхун, американський актор (*1922)
28 квітня — Альф Ремзі, англійський футболіст (*1920)
28 квітня — Артур Леонард Шавлов, американський фізик, лауреат Нобелівської премії з фізики 1981 (*1921)
29 квітня — Забіхолла Сафа, іранський вчений (*1911)
29 квітня — Ібрагім Кадрі, єгипетський актор (*1930)
29 квітня — Мохан Гокхале, індійський актор кіно, телебачення та театру (*1953)

Леонід Кіндзельський
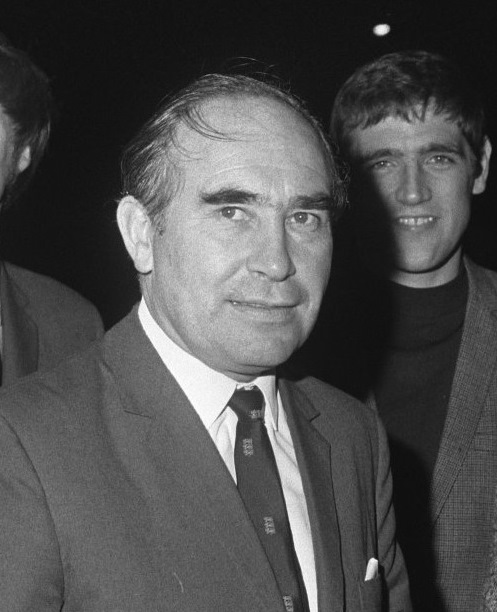
Альф Ремзі
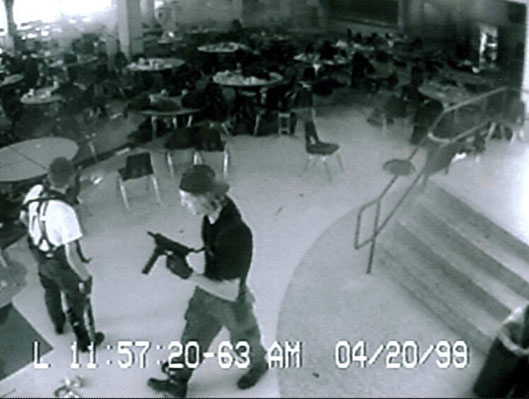
Бійня у школі Колумбайн

## Травень
1 травня — Осман Ахмед Осман, єгипетський інженер, підприємець і політик (*1917)
2 травня — Влодзімеж Сокорський, польський військовик, письменник, журналіст, державний діяч (*1908)
2 травня — Олівер Рід, британський актор (*1938)
6 травня — Каї Хігасіяма, японський письменник і художник (*1908)
6 травня — Пер Пауст, норвезький дипломат (*1943)
7 травня — Захаренко Юрій Миколайович, білоруський військовик, державний діяч та опозиціонер (*1952)
8 травня — Дана Плато, американська актриса (*1964)
8 травня — Дірк Богард, британський кіноактор (*1921)
8 травня — Копитко Василь Миколайович, український альпініст (*1964)
10 травня — Шел Сільверстейн, американський дитячий письменник, драматург, музикант, ілюстратор (*1930)
11 травня — Яміма Авіталь, єврейський духовний учитель, кабалістичний релігійний містик (*1929)
12 травня — Едвін Розлубірський, польський військовик, письменник і громадський діяч (*1926)
12 травня — К.К. Амма, індійська танцівниця (*1915)
13 травня — Абдул-Азіз ібн Баз, Великий муфтій Саудівської Аравії (1993—1999) (*1912)
13 травня — Шевчук Василь Андрійович, український письменник (*1932)
14 травня — Мануель дель Кабрал, домініканський поет, письменник і дипломат (*1907)
15 травня — Ернст Мош, німецький музикант, композитор і диригент (*1925)
16 травня — Луїш Арманду Кейруш, бразильський режисер і актор (*1945)
16 травня — Мірчук Петро Юрійович, український національний діяч, історик, журналіст (*1913)
17 травня — Джордж Годел, американський лікар і підозрюваний у вбивстві Елізабет Шорт (*1907)
18 травня — Діас Гомес, бразильський драматург (*1922)
20 травня — Массімо Д'Антона, італійський юрист, убитий Новими червоними бригадами (*1948)
22 травня — Енн Ордеруд Пауст, норвезька державна службовиця (*1952)
23 травня — Оуен Харт, канадський рестлер (*1965)
25 травня — Горст Франк, німецький кіноактор (*1929)
27 травня — Нитченко Дмитро Васильович, український літературознавець, письменник, громадський діяч, що жив і працював у Австралії (*1905)
28 травня — Майкл Баркай, ізраїльський військовик (*1935)
29 травня — Данута Вавилов, польська дитяча письменниця, поетеса, перекладачка (*1942)
31 травня — Массімо Ріва, італійський співак, автор пісень, музикант і продюсер (*1963)

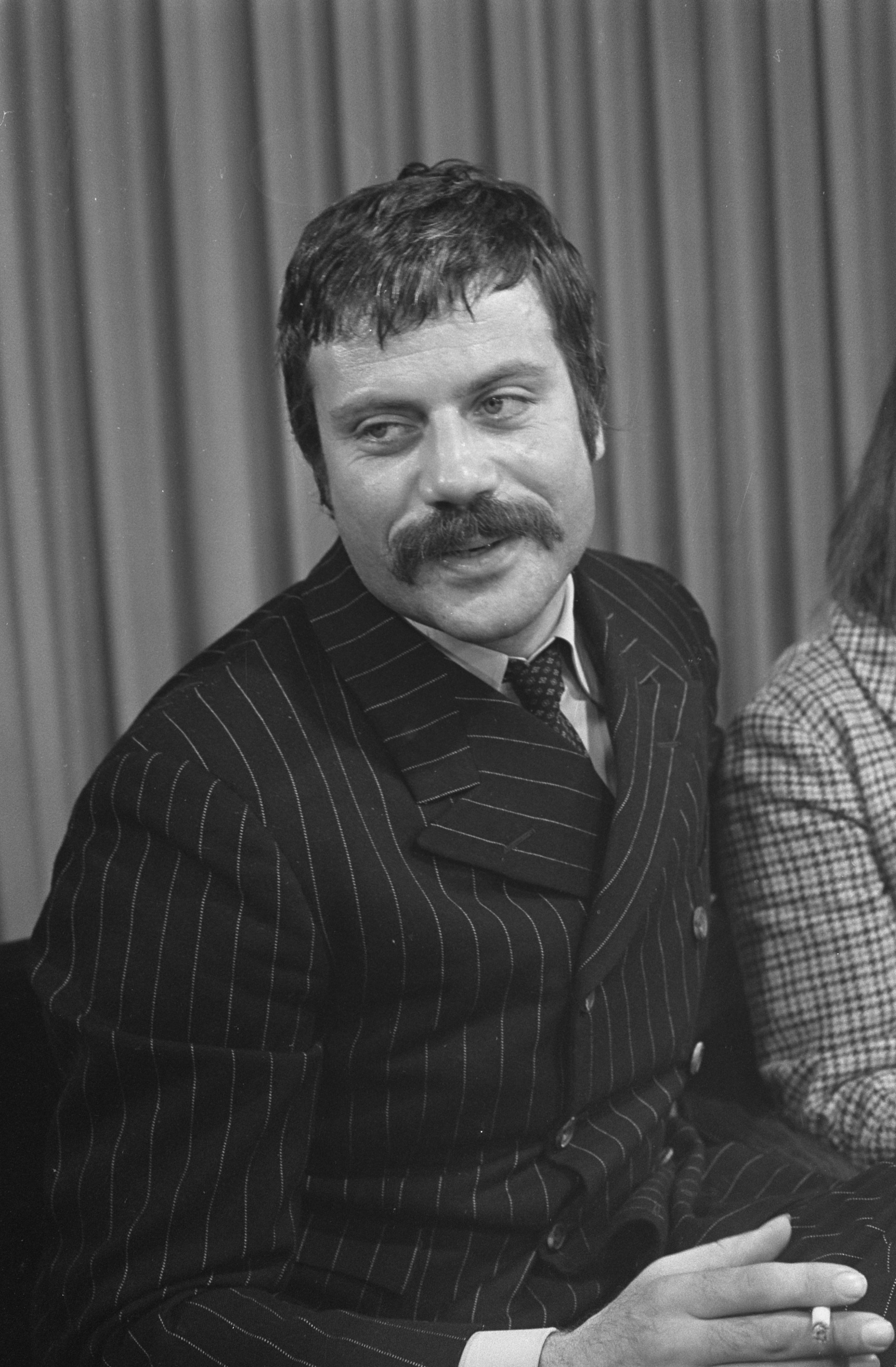
Олівер Рід
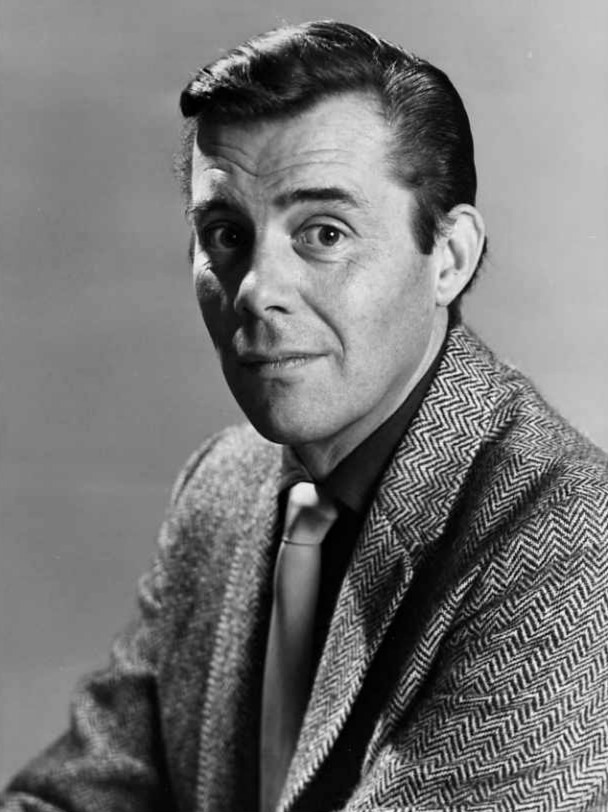
Дірк Богард

## Червень

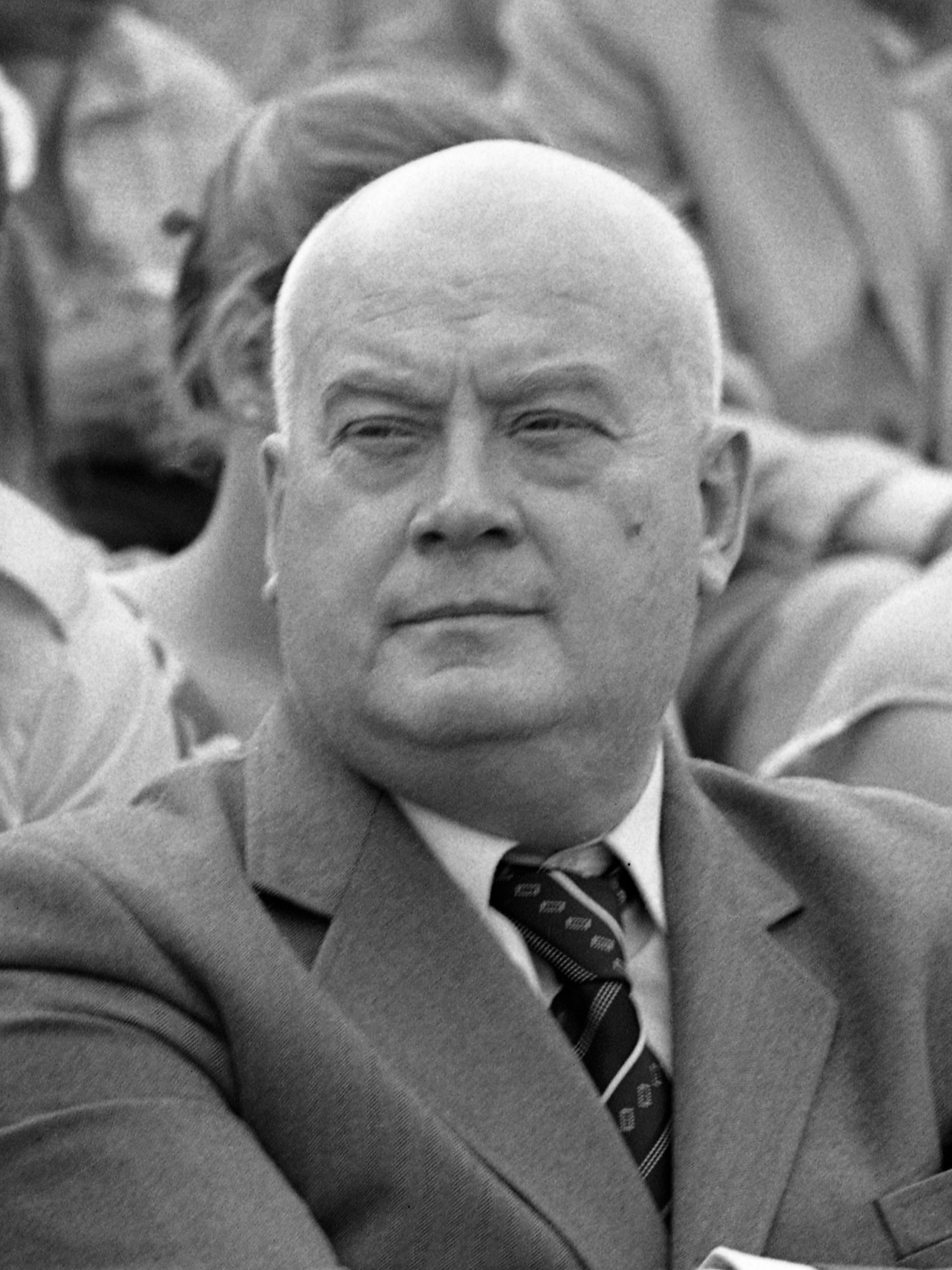
Євген Моргунов
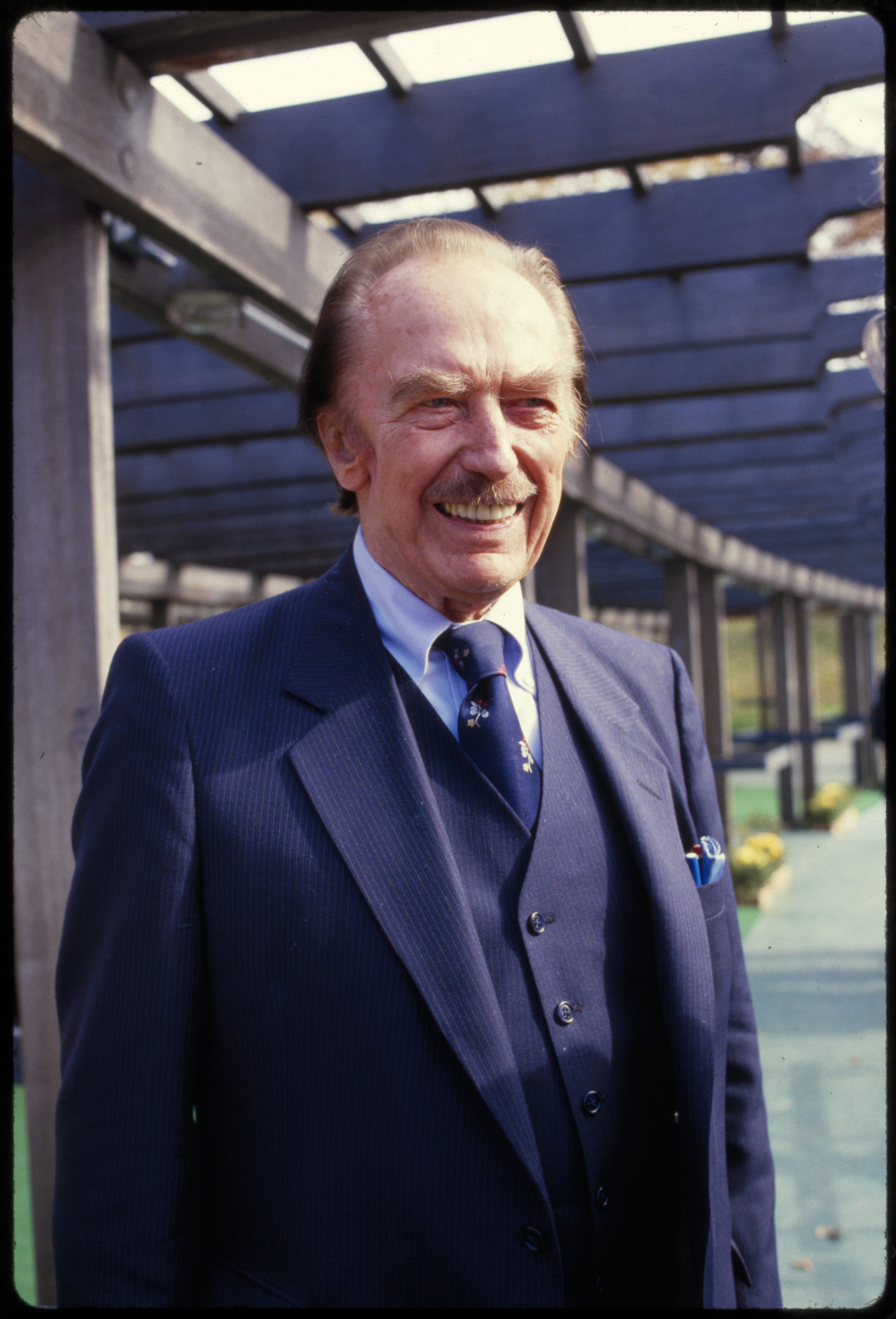
Фред Трамп

1 червня — Кріс Міро, аргентинська конферансьє, актриса, травесті-зірка (*1965)
1 червня — Торквато Лука де Тена Брюне, іспанський письменник і журналіст (*1923)
3 червня — Луценко Віталій Іванович, український політик, батько Юрія та Сергія Луценків (*1937)
4 червня — Васильєв Юрій Миколайович, російський радянський актор театру і кіно (*1939)
5 червня — Мел Торме, американський музикант, актор і письменник (*1925)
5 червня — Юн Хі Чжун, південнокорейський політик і музикант (*1962)
7 червня — Пако Стенлі, мексиканський телевізійник (*1942)
8 червня — Бартломей Фриковський, польський кінооператор (*1959)
8 червня — Коррадо Мантоні, італійський теле- та радіоведучий, продюсер і телевізійний сценарист (*1924)
9 червня — Ернесто Каліндрі, італійський актор (*1909)
9 червня — Саурабх Калія, індійський військовик (*1976)
10 червня — Елі Каку, тунісько-французький актор і стендап-комік (*1960)
10 червня — Чень Сілянь, китайський військовик і політик (*1915)
10 червня — Копержинська Нонна Кронідівна, українська актриса театру і кіно (*1920)
11 червня — Вільйо Нусіайнен, фінський тренер з легкої атлетики (*1944)
11 червня — Дефорест Келлі, американський актор, сценарист, поет і співак (*1920)
12 червня — Карлос Кребер, бразильський актор кіно та телебачення (*1934)
15 червня — Фаусто Папетті, італійський саксофоніст швейцарського походження (*1923)
16 червня — Леннарт Геєр, шведський політик і юрист (*1909)
16 червня — Комін Олександр Миколайович, російський рабовласник і вбивця (*1953)
18 червня — Алі Аль-Тантаві, сирійський сунітський юрист, письменник, редактор, телеведучий, викладач (*1909)
18 червня — Хідесабуро Шода, японський бізнесмен (*1903)
19 червня — Анрі, граф Парижа, глава Орлеанського дому (*1908)
19 червня — Саїд Емамі, іранський розвідник, державний діяч (*1958)
19 червня — Маріо Сольдаті, італійський кінорежисер, сценарист, письменник та актор (*1906)
23 червня — Чионг Куок Кхан, в'єтнамський музикант, журналіст і сценарист (*1947)
23 червня — Вихрущ Володимир Павлович, український поет, економіст, академік (*1934)
24 червня — Кодзо Мурасіта, японський співак (*1953)
25 червня — Моргунов Євген Олександрович, радянський і російський актор (*1927)
25 червня — Фред Трамп, американський бізнесмен-девелопер, батько 45-го президента США Дональда Трампа (*1905)
26 червня — Крєпкогорська Муза Вікторівна, радянська та російська актриса (*1924)
27 червня — Зігфрід Ловіц, німецький актор (*1914)
27 червня — Георгіос Пападопулос, лідер військової хунти полковників у Греції (*1919)
29 червня — Ле Уєн Фуонг, в'єтнамський музикант (*1941)
- Євген Моргунов
- Фред Трамп

## Липень
1 липня — Сільвія Сідні, американська актриса (*1910)
1 липня — Едвард Дмитрик, американський кінорежисер українського походження (*1908)
1 липня — Чебриков Віктор Михайлович, радянський державний і партійний діяч, голова КДБ СРСР з 1982 до 1988 р. (*1923)
2 липня — Ксав'є Гелен, французький актор і кінопродюсер (*1946)
2 липня — Маріо П'юзо, американський письменник, кіносценарист і журналіст (*1920)
4 липня — Бриж Теодозія Марківна, українська скульпторка (*1929)
5 липня — Жан-П'єр Даррас, французький актор і театральний режисер (*1927)
5 липня — Консуело Леандро, бразильська актриса (*1932)
5 липня — Карнал Шер Хан, пакистанський військовик (*1970)
6 липня — Анджей Шаєвський, польський актор і співак (*1937)
6 липня — Гері Майкл Гейдник, американський вбивця та серійний ґвалтівник (*1943)
6 липня — Хоакін Родріго, іспанський композитор (*1901)
7 липня — Аніта Димшувна, польська актриса театру і кіно (*1944)
7 липня — Вікрам Батра, офіцер індійської армії (*1974)
7 липня — Лалак Джан, пакистанський військовик (*1967)
8 липня — Мехді Хаері Язді, іранський філософ і шиїтський ісламський священнослужитель (*1923)
8 липня — Чарлз Піт Конрад, американський астронавт (*1930)
9 липня — Еззат Ебрагім-Нежад, іранський студент, смерть якого спровокувала заворушення (*1975)
9 липня — Непорожній Петро Степанович, український радянський енергетик, вчений та державний діяч (*1910)
11 липня — Лассе Ліндрот, ірано-шведський комік, актор і письменник (*1972)
12 липня — Раджендра Кумар, індійський актор (*1927)
14 липня — Владислав Гасьор, польський скульптор, художник, сценограф (*1928)
16 липня — Франко Монторо, бразильський політик і юрист (*1916)
16 липня — Джон Фіцджеральд Кеннеді-молодший, американський журналіст і адвокат, син президента США Джона Кеннеді і Жаклін Кеннеді (*1960)
16 липня — Каролін Бессетт-Кеннеді, американська публіцистка, дружина Джона Ф. Кеннеді-молодшого (*1966)
18 липня — Меїр Аріель, ізраїльський музикант (*1942)
21 липня — Девід Огілві, британський рекламний магнат (*1911)
22 липня — Аджлан Бююкбурч, турецька співачка (*1970)
23 липня — Хасан II, король Марокко з 1961 р. (*1929)
24 липня — Ле Куанг Дао, в'єтнамський політик (*1921)
25 липня — Ібрагім Аджіє, індонезійський військовик (*1924)
25 липня — Рерберг Георгій Іванович, радянський і російський кінооператор (*1937)
25 липня — Роні Косегас, бразильський актор, комік і музикант (*1940)
27 липня — Наум Шаріг, ізраїльський військовик (*1915)
28 липня — Трюґве Маґнус Гаавельмо, норвезький економіст, лауреат Нобелівської премії з економіки 1989 (*1911)
29 липня — Солов'яненко Анатолій Борисович, український співак та громадський діяч (*1932)
30 липня — Мірза Адіб, пакистанський драматург (*1914)

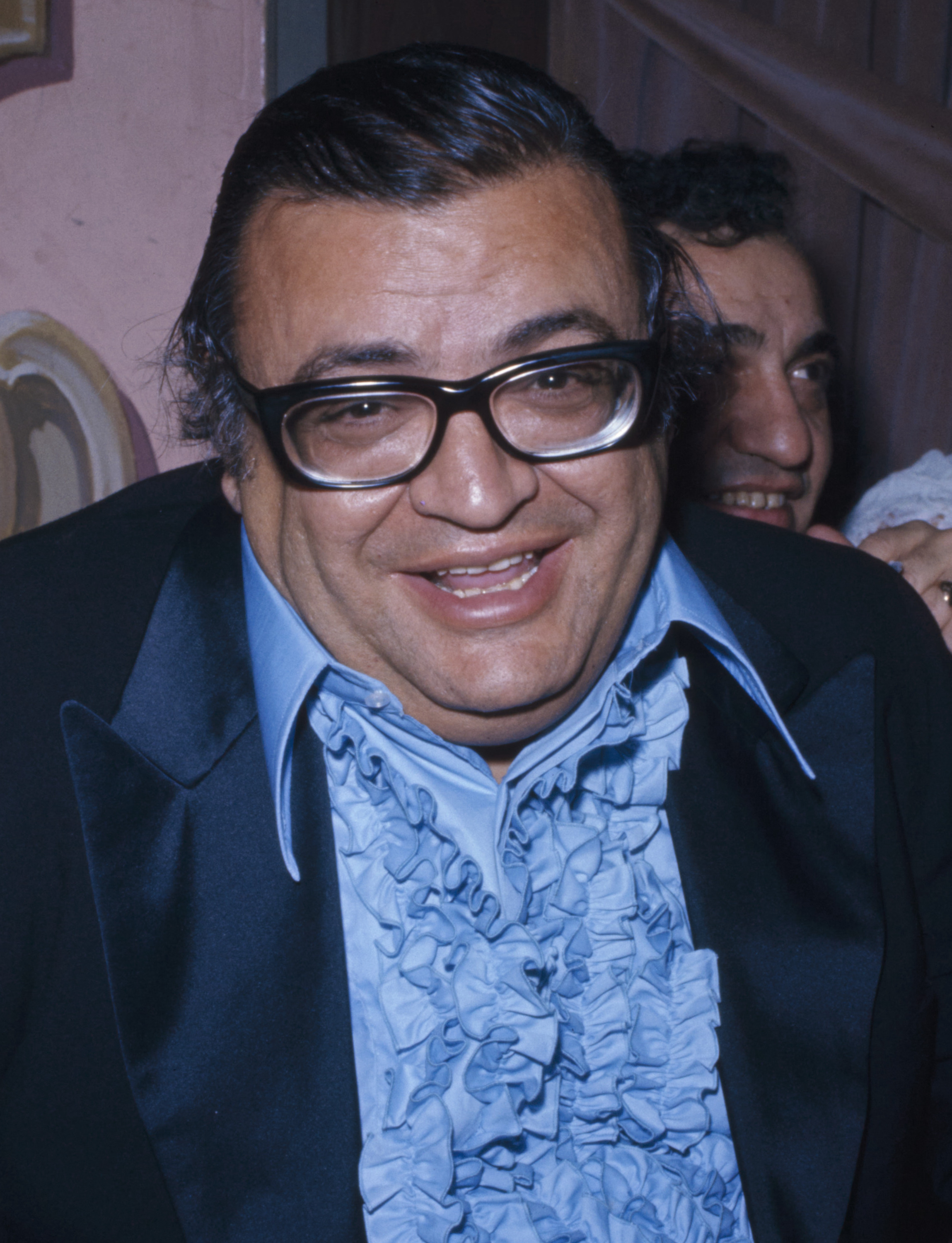
Маріо П'юзо
Петро Непорожній
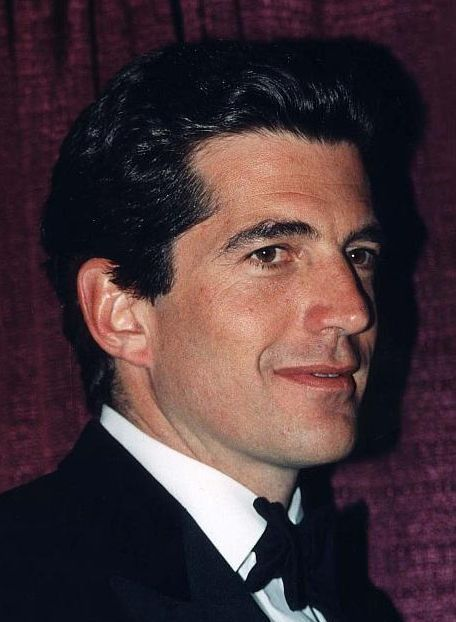
Джон Ф. Кеннеді-молодший
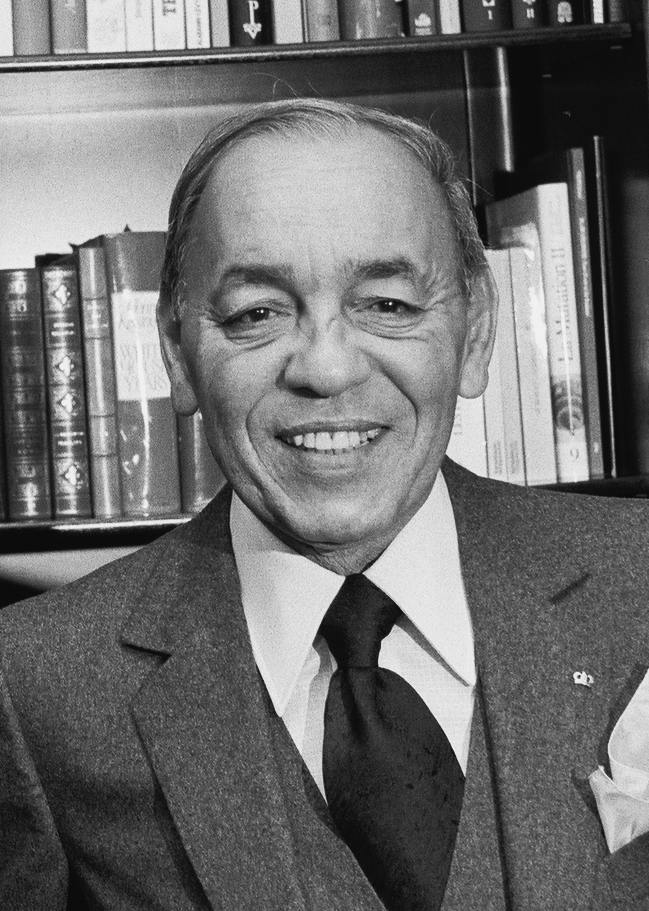
король Хасан II
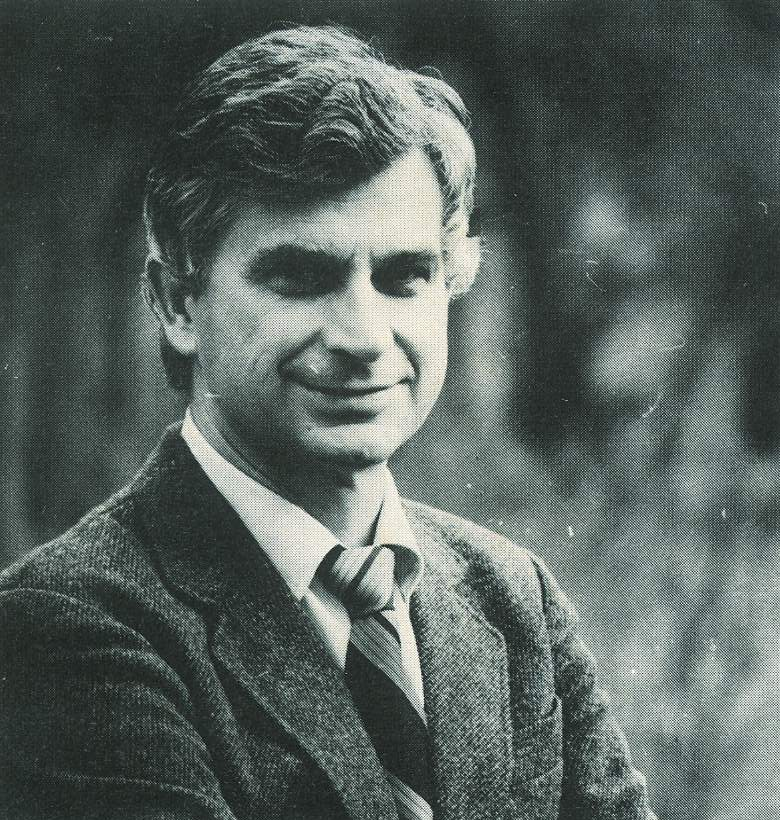
Анатолій Солов'яненко

## Серпень
1 серпня — Нірад Ч. Чаудхурі, індійський письменник (*1897)
3 серпня — Абд аль-Ваххаб аль-Баяті, іракський арабський поет (*1926)
4 серпня — Віктор Мейтур, американський актор театру, кіно та телебачення (*1913)
4 серпня — Рональд Елдон Ваятт, американський анестезіолог, археолог-аматор (*1933)
6 серпня — Калпнатх Рай, індійський політик (*1941)
6 серпня — Парвіз Шапур, іранський художник і літератор (*1924)
7 серпня — Брайон Джеймс, американський актор (*1945)
8 серпня — Іоланда Варгас Дульче, мексиканська письменниця (*1926)
9 серпня — Георг Марішка, австрійський актор, сценарист, режисер і кінопродюсер (*1922)
9 серпня — Волинцев Юрій Віталійович, радянський та російський актор театру та кіно (*1932)
10 серпня — Дундар Килич, бос турецького злочинного світу (*1935)
10 серпня — Ентоні Радзивіл, американський режисер швейцарського походження (*1959)
11 серпня — Мімі Поллак, шведська актриса і театральний режисер (*1903)
12 серпня — Джан Юджель, турецький поет, журналіст, перекладач (*1926)
13 серпня — Хайме Гарсон, колумбійський комік, журналіст, політик (*1960)
13 серпня — Ігнац Бубіс, німецький бізнесмен, політик (*1927)
13 серпня — Марія Крюгер, польська письменниця, радіо- та телеведуча (*1904)
14 серпня — Тай Ханг, в'єтнамська співачка (*1927)
15 серпня — Лю Лянькунь, китайський генерал і шпигун (*1933)
15 серпня — Ольга Орозко, аргентинська поетеса (*1920)
15 серпня — Шао Чженцзун, китайський військовик, що працював на Тайвань (*1943)
16 серпня — Регіна Кент, гонконгська актриса (*1967)
17 серпня — Еберхард Корс, німецький комік і актор (*1921)
18 серпня — Ханох Левін, ізраїльський драматург, театральний режисер, письменник і поет (*1943)
19 серпня — Алтіна Шиназі, американська скульпторка, режисерка, актриса, підприємець, оформлювач вітрин, дизайнер (*1907)
21 серпня — Фейсал бін Фахд Аль Сауд, президент молодіжної організації Саудівської Аравії з 1975 по 1999 рік і член Дому Саудитів (*1945)
21 серпня — Литвинов Олександр Михайлович, український російськомовний поет, композитор, бард, рок-музикант (*1970)
22 серпня — Дем'яненко Олександр Сергійович, російський радянський актор (*1937)
25 серпня — Георг Томалла, німецький актор (*1915)
27 серпня — Бай Гуан, китайська актриса та співачка (*1921)
27 серпня — Елдер Камара, бразильський католицький архієпископ (*1909)
30 серпня — Абдулла Аль-Барадуні, єменський письменник, поет і критик (*1929)
серпень — Хан Сен, гонконзький поліцейський і підозрюваний у корупції (*1917)

## Вересень
3 вересня — Фарзін, іранський поп-співак (*1952)
5 вересня — Вальтер Реєр, австрійський актор (*1922)
8 вересня — Луї Томас Гардін «Moondog», американський композитор, музикант, поет і винахідник музичних інструментів (*1916)
8 вересня — Самойлов Володимир Якович, радянський, український та російський актор (*1924)
9 вересня — Абдель Латіф Богдаді, єгипетський політик, військовик і суддя (*1917)
10 вересня — Альфредо Краус, іспанський оперний співак (*1927)
13 вересня — Ролан Бланш, французький актор (*1943)
14 вересня — Андре Костолані, журналіст, письменник і артист угорсько-американського походження, також фінансовий експерт і спекулянт (*1906)
15 вересня — Абдольгоссейн Заррінкуб, іранський вчений (*1923)
15 вересня — Шелохонов Петро Іларіонович, радянський і російський актор театру і кіно польсько-українського походження (*1929)
17 вересня — Ріккардо Куччолла, італійський театральний та кіноактор (*1924)
20 вересня — Віллі Мілловіч, німецький актор (*1909)
20 вересня — Тахея Каріокка, єгипетська танцівниця живота і кіноактриса (*1915)
20 вересня — Горбачова Раїса Максимівна, дружина президента СРСР Михайла Горбачова (*1932)
22 вересня — Норіко Авая, японська співачка (*1907)
22 вересня — Джордж Кемпбелл Скотт, американський актор, режисер та продюсер (*1927)
24 вересня — Джудіт Екснер, американка, яка стверджувала, що була коханкою президента США Джона Ф. Кеннеді та лідерів мафії Сема Джанкани та Джона Розеллі (*1934)
25 вересня — Мухсін Батур, турецький військовий і політик (*1920)
25 вересня — Меріон Зіммер-Бредлі, американська екофеміністська письменниця (*1930)
29 вересня — Хомин Андрій Романович, радянський, український та туркменський футболіст (*1968)
30 вересня — Лихачов Дмитро Сергійович, радянський і російський філолог, історик, текстолог, академік (*1906)

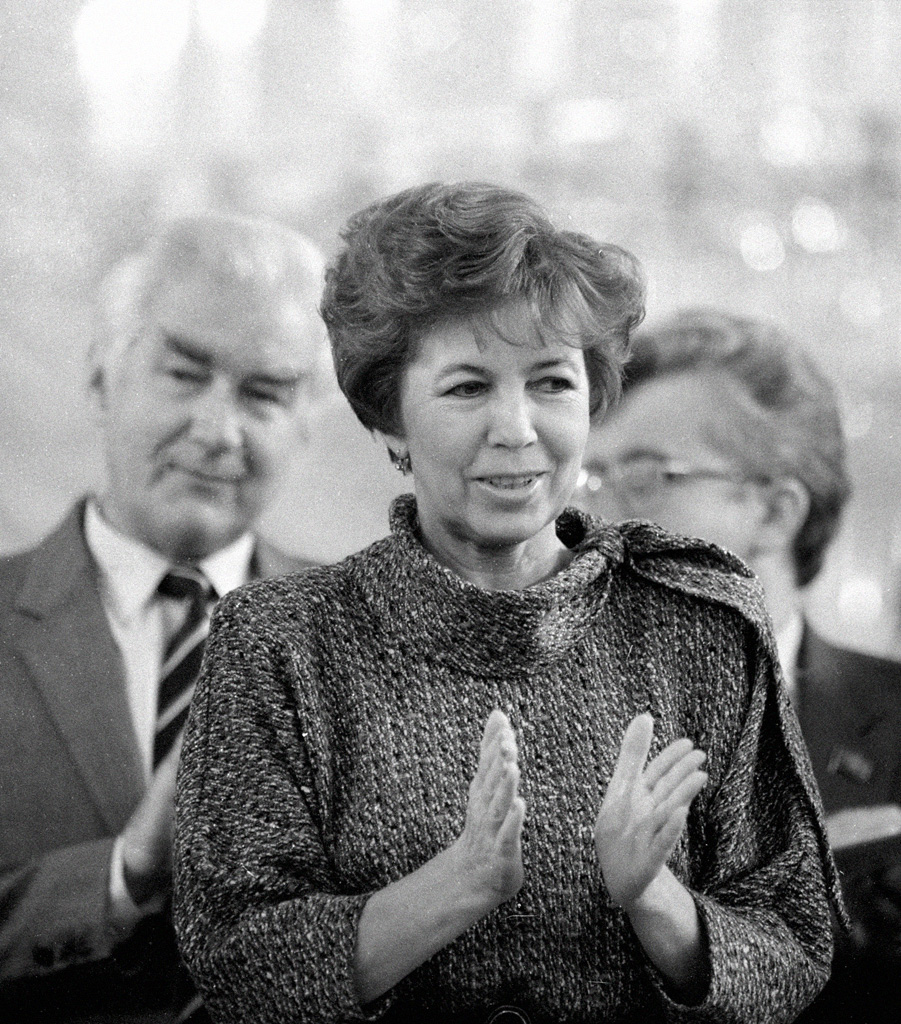
Раїса Горбачова
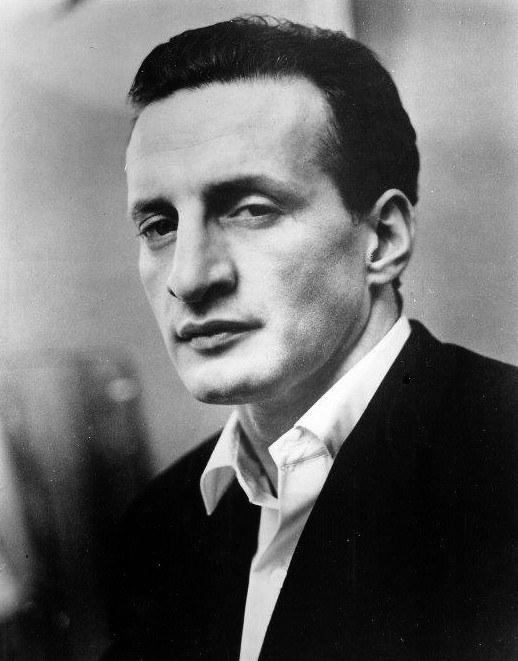
Джордж К. Скотт
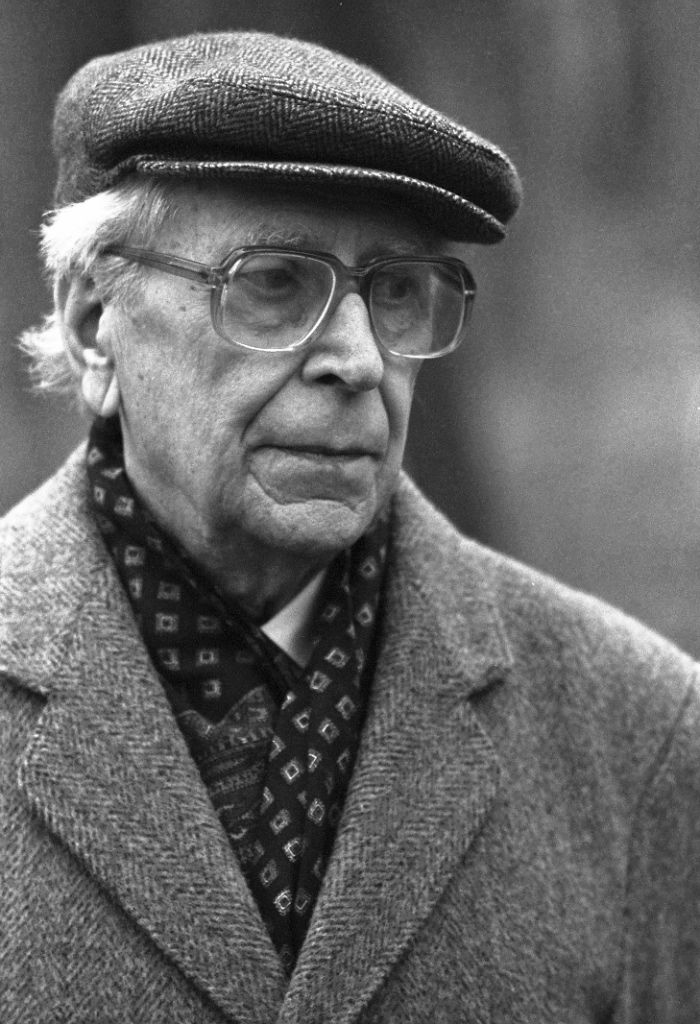
Дмитро Лихачов

## Жовтень
1 жовтня — Тед Арісон, ізраїльський бізнесмен (*1924)
1 жовтня — Олійник Борис Степанович, український громадський і політичний діяч (*1934)
2 жовтня — Кім Хен Джун, південнокорейський баскетболіст (*1960)
2 жовтня — Гайнц Ґюнтер Конзалік, німецький письменник (*1921)
2 жовтня — Фролькіс Володимир Веніамінович, український науковець в галузі сучасної геронтології і вікової фізіології (*1924)
3 жовтня — Моріта Акіо, японський інженер та підприємець, співзасновник корпорації Sony Corporation (*1921)
4 жовтня — Бернар Бюффе, французький художник (*1928)
4 жовтня — Насируддін аль-Албані, ісламський богослов, хадисознавець (*1914)
6 жовтня — Роберт Джеймс Марелла «Gorilla Monsoon», американський професійний борець, коментатор (*1937)
6 жовтня — Чень Цзіньсін, тайванський злочинець (*1958)
6 жовтня — Амалія Родрігіш, португальська співачка фаду, акторка (*1920)
8 жовтня — Зезе Маседо, бразильська комедійна акторка та актриса радіо, кіно та телебачення (*1916)
9 жовтня — Жоао Кабрал де Мело Нето, бразильський поет і дипломат (*1920)
9 жовтня — Макаров Олександр Максимович, український радянський ракетобудівник (*1906)
10 жовтня — Дадінг Калбуаді, генерал індонезійської армії (*1931)
11 жовтня — Факір Байкурт, турецький письменник і профспілковий діяч (*1929)
12 жовтня — Бйорн Седерберг, шведський профспілковий діяч (*1958)
12 жовтня — Вілт Чемберлейн, американський баскетболіст (*1936)
13 жовтня — Касем-Алі Загірнежад, іранський військовик (*1924)
14 жовтня — Джуліус Ньєрере, перший прем'єр-міністр (1961—1962) та перший президент (1963—1964) Танганьїки, перший президент Танзанії (1961—1985) (*1922)
15 жовтня — Торстен Ліллєкрона, шведський актор (*1921)
15 жовтня — Йосеф Бурґ, ізраїльський політичний і державний діяч (*1909)
16 жовтня — Жан Шепард, американський оповідач, гуморист, радіо- та телеведучий, письменник і актор (*1921)
19 жовтня — Наталі Саррот, французька письменниця єврейського походження (*1900)
19 жовтня — Гаррі Баннінк, нідерландський композитор, аранжувальник і піаніст (*1929)
20 жовтня — Абдулла Сунгкар, індонезійський терорист (*1937)
21 жовтня — Ахмет Танер Кішлалі, турецький професор, політик і коментатор (*1939)
23 жовтня — Неріман Кьоксал, турецька актриса (*1928)
23 жовтня — Мухаммад Хан, пакистанський військовик і письменник (*1910)
24 жовтня — Марк Сіменон, французький режисер і сценарист (*1939)
25 жовтня — Пейн Стюарт, американський професійний гравець у гольф (*1957)
26 жовтня — Рекс Гілдо, німецький співак (*1936)
26 жовтня — Хойт Екстон, американський музикант і актор (*1938)
27 жовтня — Нагендра, індійський письменний і мислитель (*1915)
27 жовтня — Шарлотта Пер'ян, французька архітекторка та дизайнерка (*1903)
28 жовтня — Рафаель Альберті, іспанський поет (*1902)
29 жовтня — Камаль Адам, саудівський бізнесмен (*1929)
29 жовтня — Разумков Олександр Васильович, український політик, батько Дмитра Разумкова (*1959)
29 жовтня — Руццо Ройсс, шведський ландшафтний архітектор швейцарського походження та член колишнього суверенного дому Ройсс (*1950)
30 жовтня — Нізе да Сілвейра, бразильська психіатриня (*1905)

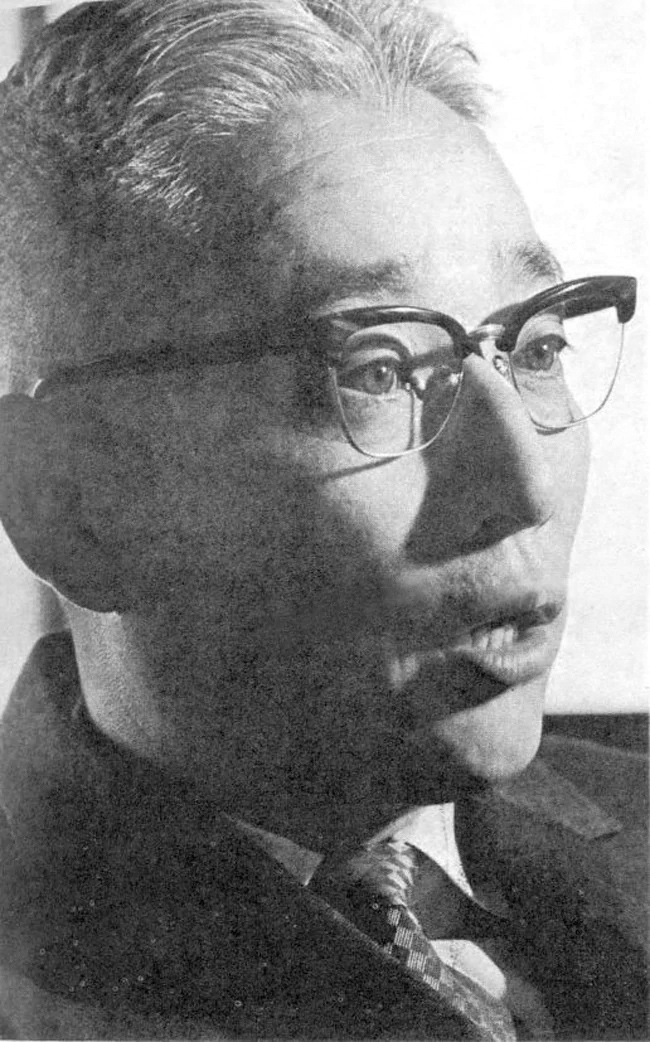
Моріта Акіо
Амалія Родрігіш
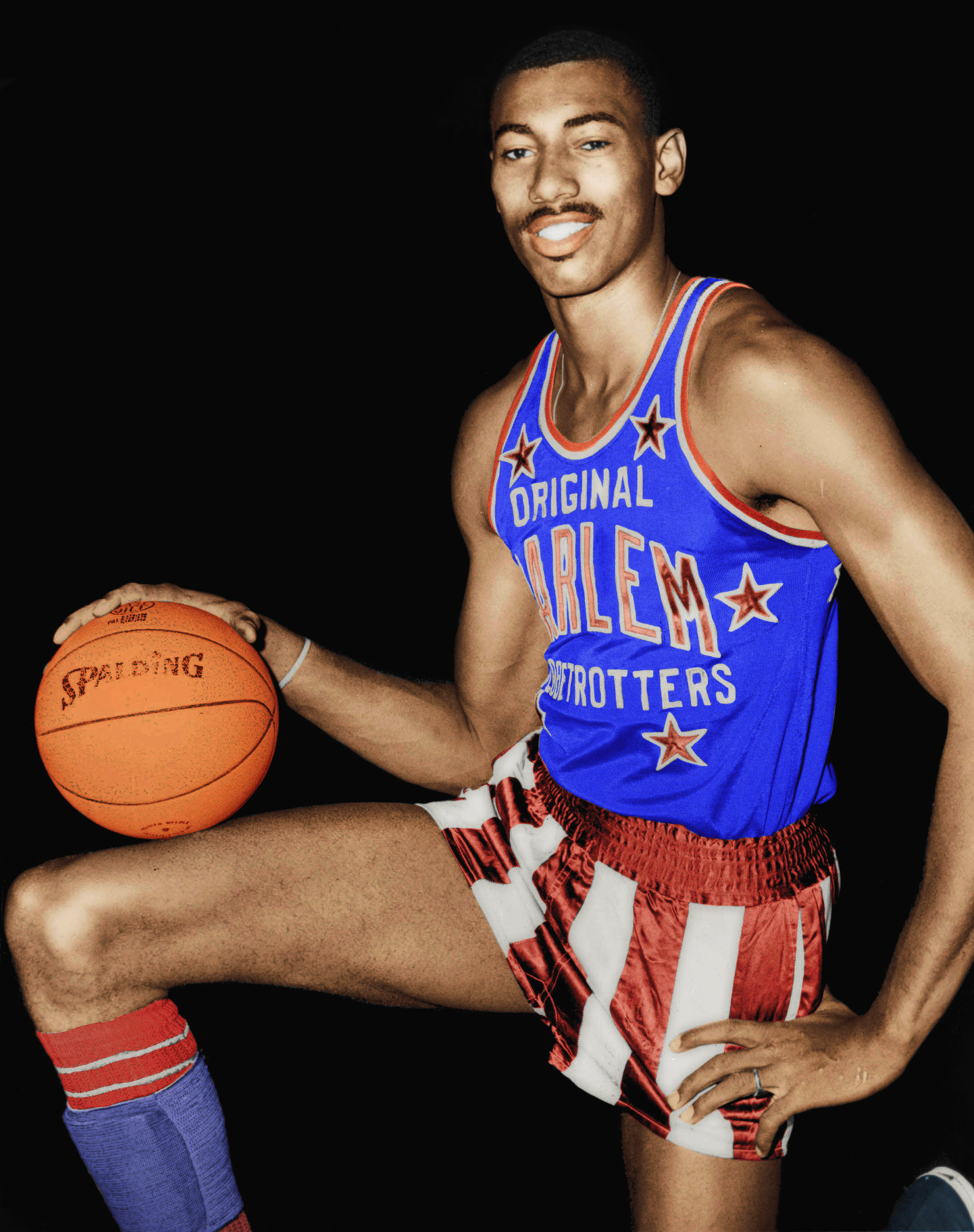
Вілт Чемберлейн

## Листопад
1 листопада — Нгуєн Фук Нху Май, старша донька імператора Хам Нгі династії Нгуєн (*1905)
1 листопада — Франка Сканьєтті, італійська кіноактриса (*1924)
1 листопада — Волтер Пейтон, гравець в американський футбол (*1953)
2 листопада — Ганс Йоахім Прейль, східнонімецький комік (*1923)
4 листопада — Малкольм Маршалл, барбадоський гравець у крикет (*1958)
5 листопада — Нуреддін Кіанурі, іранський інженер-будівельник, професор міського планування і комуністичний політичний лідер (*1915)
6 листопада — Селія Біар, бразильська актриса та телеведуча (*1918)
6 листопада — Роб Хоке, нідерландський музикант (*1939)
6 листопада — Інаятулла, пакистанський письменник і редактор (*1920)
7 листопада — Кім Сон Чан, південнокорейський актор (*1954)
9 листопада — Вольф Рувінськіс, латвійсько-мексиканський актор і професійний борець (*1921)
11 листопада — Мері Кей Бергман, американська актриса озвучування (*1961)
11 листопада — Ріа Вегнер, шведська письменниця, перекладач і телеведуча (*1914)
11 листопада — Чой Му Рьон, південнокорейський актор, продюсер і режисер (*1928)
12 листопада — Антоніо Гонсалес Батіста «El Pescaílla», іспанський музикант (*1925)
12 листопада — Мухаммед Мохаммадулла, президент Бангладеш (1974—1975) (*1921)
14 листопада — Книш Зиновій Михайлович, український політичний діяч, журналіст, історик, перекладач (*1906)
15 листопада — Деніз Серкейра, бразильська співачка (*1960)
16 листопада — Деніел Натанс, американський мікробіолог, лавреат Нобелівської премії в галузі медицини та фізіології 1978 (*1928)
17 листопада — Енріке Уркіхо, іспанський музикант (*1960)
19 листопада — Плініо Маркос, бразильський письменник, актор, журналіст і драматург (*1935)
19 листопада — Пригожин Юхим Ілліч, радянський, український науковець, інженер, громадський діяч (*1914)
20 листопада — Амінторе Фанфані, п'ятиразовий Голова Ради Міністрів Італії в період з 1954 по 1987 рр. (*1908)
20 листопада — Суфія Камал, бангладешська поетеса, феміністка та політична активістка (*1911)
21 листопада — Орасіо Гомес Боланьос, мексиканський актор (*1930)
21 листопада — Ральф Фуді, американський актор (*1928)
24 листопада — Тара Ремер, французька акторка (*1974)
27 листопада — Ален Пейрефіт, французький учений і політик (*1925)
28 листопада — Абдур Раззак, бангладешський вчений (*бл. 1914)
29 листопада — Джин Рейберн, американський радіо- та телеведучий (*1917)
29 листопада — Джон Беррі, американський кінорежисер (*1917)
29 листопада — Кармен Діес де Рівера, іспанський політик (*1942)
30 листопада — М. Н. Срінівас, індійський соціолог і соціальний антрополог (*1916)
30 листопада — Ульріх Вільдгрубер, німецький актор (*1937)
30 листопада — Хуан Сінь-цзе, тайванський політик (*1928)
30 листопада — Ященко Володимир Ілліч, радянський легкоатлет (*1959)

## Грудень
1 грудня — Дворжецький Євген Вацлавович, російський актор польського походження (*1960)
3 грудня — Мадлен Кан, американська акторка та співачка (*1942)
3 грудня — Мухаммад ас-Сарі, кувейтський актор (*1940)
3 грудня — Едмонд Сафра, єврейський банкір і філантроп сирійського походження, натуралізований бразилець і монегаск (*1932)
3 грудня — Скетмен Джон, американський музикант (*1942)
3 грудня — Рокануззаман Хан, бангладешський журналіст і літератор (*1925)
4 грудня — Нільде Іотті, італійська політикиня (*1920)
5 грудня — Анджей Коликовський, польський гангстер (*1954)
8 грудня — сеїд Хоссейн Маккі, іранський політик, оратор та історик (*1911)
8 грудня — Ернст Гюнтер, шведський актор (*1933)
8 грудня — Пупелла Маджо, італійська кіноактриса (*1910)
10 грудня — Антоніо Бланко, індонезійський художник (*1912)
10 грудня — Жан-Клод Мішель, французький актор і художній керівник (*1925)
10 грудня — П'єтро Де Віко, італійський кіноактор (*1911)
10 грудня — Лекс Гаудсміт, голландсько-бельгійський актор (*1913)
10 грудня — Рік Данко, канадський музикант (*1943)
10 грудня — Франьо Туджман, 1-й президент Хорватії з 1990 р. (*1922)
11 грудня — Гаррі Вюстенхаген, німецький кіноактор (*1928)
12 грудня — Джозеф Геллер, американський письменник-сатирик, сценарист, драматург (*1923)
12 грудня — Огнєвий Костянтин Дмитрович, український оперний і естрадний співак (*1926)
15 грудня — Руне Андреассон, шведський карикатурист та ілюстратор (*1925)
17 грудня — Ван Фунг, в'єтнамський музикант (*1930)
17 грудня — Роже Фрісон-Рош, французький гірський провідник, журналіст, лижний інструктор, дослідник, оратор і письменник (*1906)
18 грудня — Беніто Стефанеллі, італійський кіноактор, каскадер і майстер зі зброї (*1928)
18 грудня — Робер Брессон, французький режисер та сценарист (*1901)
19 грудня — Десмонд Ллевелін, валлійський актор (*1914)
20 грудня — Наговіцин Сергій Борисович, радянський і російський поет і співак (*1968)
22 грудня — Пер Обель, норвезький актор, художник, танцюрист, хореограф і педагог (*1902)
23 грудня — Гайдар Тимур Аркадійович, радянський і російський журналіст, письменник, військовик; син Аркадія Гайдара (*1926)
23 грудня — Кондрашин Володимир Петрович, радянський баскетболіст, радянський і російський баскетбольний тренер (*1929)
23 грудня — Мітасов Олег Євгенійович, український художник (*1953)
24 грудня — Білл Бауерман, американський тренер з легкої атлетики та співзасновник Nike (*1911)
24 грудня — Томаш Бексіньський, польський журналіст і музичний популяризатор, радіоведучий, перекладач (*1958)
24 грудня — Жуан Фігейреду, президент Бразилії (1979—1985) (*1918)
24 грудня — Моріс Кув де Мюрвіль, прем'єр-міністр Франції (1968—1969) (*1907)
26 грудня — Кертіс Мейфілд, американський музикант (*1942)
26 грудня — Шанкар Шарму, 9-й президент Індії (1992—1997) (*1918)
26 грудня — Кіс Шільперорт, нідерландський комік і ведучий радіо- та телевізійних програм (*1917)
28 грудня — Фа Цзиін, китайський серійний вбивця, шахрай і грабіжник (*1964)
29 грудня — Єжи Вальдорф, польський письменник, публіцист, музичний критик і громадський діяч (*1910)
30 грудня — Сара Кнаус, американська супердовгожителька (*1880)
31 грудня — Абул Хасан Алі Хасані Надві, ісламський учений, мислитель, письменник, проповідник, реформатор і громадський інтелектуал в Індії (*1913)
31 грудня — Ален Жило-Петре, французький журналіст (*1950)
31 грудня — Павличко Соломія Дмитрівна, українська письменниця, літературознавиця, перекладачка, публіцистка, дочка письменника Дмитра Павличка (*1958)

Скетмен Джон
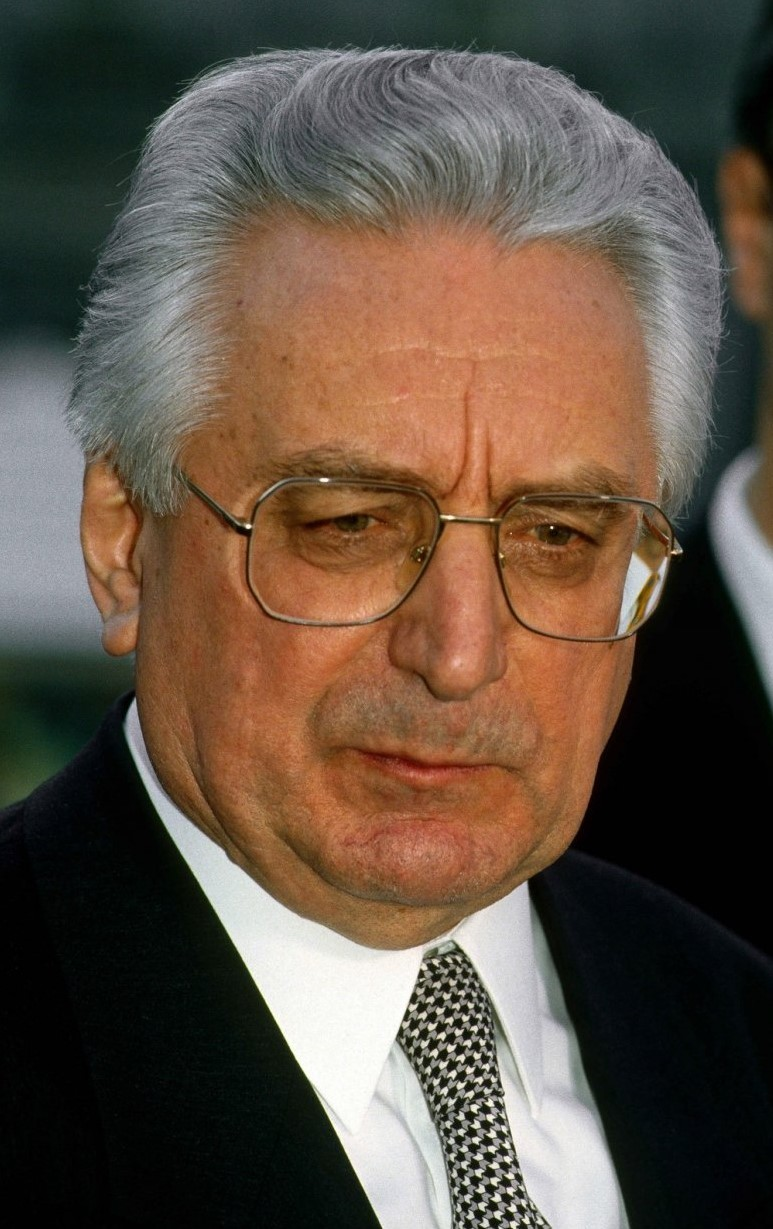
Франьо Туджман
Соломія Павличко